# ديفيد جيونتولي
ديفيد جيونتولي (بالإنجليزية: David Giuntoli)‏ (مواليد 21 يونيو 1980) ممثل أمريكي من أصول إيطالية ولد في مدينة ميلووكي في ولاية ويسكونسن، لكنه نشأ في مدينة سانت لويس بولاية ميسوري. التحق بالمدرسة الثانوية في سانت لويس وانتقل بعدها إلى جامعة انديانا بلومنغتون، حيث تخرج بعد أن حصل على درجة البكالوريوس في إدارة الأعمال الدولية والشؤون المالية.
انتقل بعدها إلى مدينة لوس انجلس للإقامة، وعمل في مجال التمثيل، وانضم إلى فرقة Echo المسرحية، وكان ظهوره الأول على التلفزيون من خلال حلقات تليفزيون الواقع بعنوان The Challenge عام 1998 وقبلها حلقات Road Rules عام 1994 وحقق نجاحات متتالية حتى شارك في بطولة حلقات The Privileged عام 2008 وايلي ستون في نفس العام، حتى حصل أخيرًا على دور البطولة في مسلسل Grimm عام 2011.

## روابط خارجية
- ديفيد جيونتولي على موقع IMDb (الإنجليزية)
- ديفيد جيونتولي على موقع روتن توميتوز (الإنجليزية)
- ديفيد جيونتولي على موقع ألو سيني (الفرنسية)
- ديفيد جيونتولي على موقع ميوزك برينز (الإنجليزية)
- ديفيد جيونتولي على موقع أول موفي (الإنجليزية)
- ديفيد جيونتولي على موقع إن إن دي بي (الإنجليزية)
- ديفيد جيونتولي على موقع قاعدة بيانات الفيلم (الإنجليزية)
- ديفيد جيونتولي على موقع كينوبويسك (الروسية)